# Bombeiros Voluntários de Soure

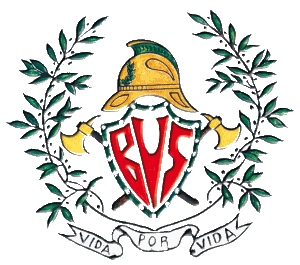
Brasão dos Bombeiros Voluntários de Soure

Os Bombeiros Voluntários de Soure são um corpo de bombeiros do concelho de Soure, distrito de Coimbra, sob tutela da Associação Humanitária dos Bombeiros Voluntários de Soure MH M
A A.H. dos Bombeiros Voluntários de Soure foi fundada em 19 de Novembro de 1890, tendo tido ao longo dos tempos alguns períodos de interrupção.

## Actualidade
O Corpo tem o seu Quartel Sede em Soure e a Quarta Secção destacada na Granja do Ulmeiro. O Corpo Activo é composto por cinco Secções, cerca de 140 bombeiros, homens e mulheres que dedicam o seu tempo a ajudar o próximo.
A frota, de cerca de 50 viaturas: 40 no Quartel Sede em Soure e 6 no quartel da Quarta Secção na Granja do Ulmeiro, é apropriada para todas as áreas de actuação dos Bombeiros e suas condições operacionais, que envolvem transporte de doentes, Emergência Pré-Hospitalar, Combate a Incêndios Urbanos e Florestais, Socorro e Desencarceramento e Busca e Salvamento Aquático.

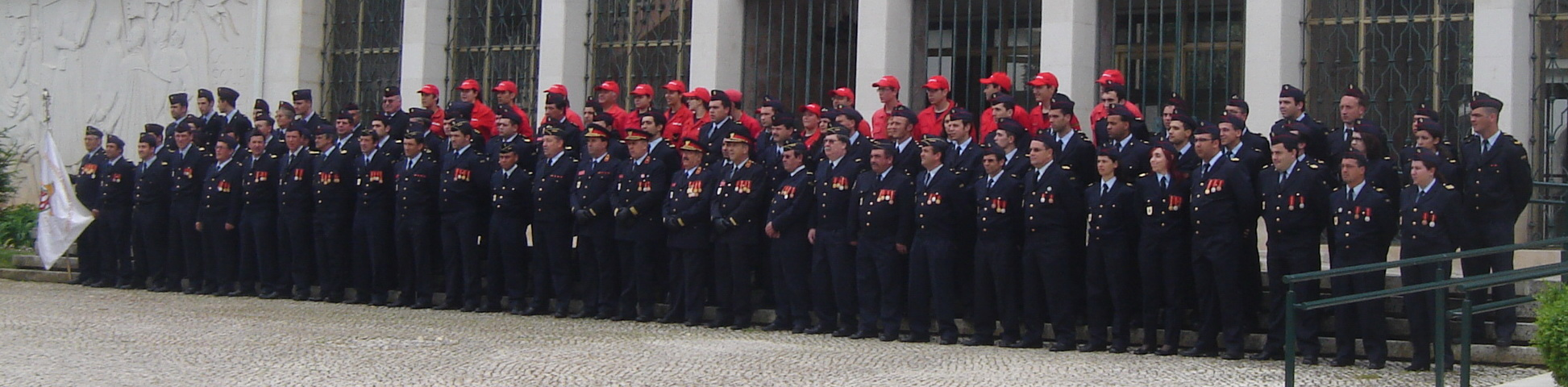
Bombeiros Voluntários de Soure